# 여명중학교
여명중학교(余明中學校)는 대한민국 부산광역시 동래구 사직동에 있는 공립 중학교이다.

## 학교 연혁
- 1984년 12월 29일 : 여고(余古)중학교 설립 인가 (24학급)
- 1985년 3월 1일 : 개교 및 초대 김석명 교장 취임
- 1985년 3월 5일 : 제1회 입학식 (8학급 509명)
- 1995년 3월 1일 : 여명(余明)중학교로 교명 변경
- 2004년 11월 9일 : 해오름관 개관
- 2009년 3월 1일 : 2009학년도 교원능력개발평가 선도학교 운영(~2010.2.28)
- 2010년 3월 2일 : 과학, 수학, 영어 교과교실 개관(과4, 수2, 영1)
- 2011년 3월 1일 : 저작권 연구학교 운영(~2013.2.28)
- 2017년 3월 1일 : 2017학년도 교실수업개선 선도학교 운영(~2018.2.28.)
- 2022년 7월 1일 : 부산형 블렌디드 교실(특별실 13학급) 구축 완료
- 2024년 3월 1일 : 제17대 이기원 교장 취임
- 2025년 2월 7일 : 제38회 졸업식(10학급 285명, 총 16,121명 배출)
- 2025년 3월 4일 : 제41회 입학식(10학급 328명)

## 참고 자료
- 여명중학교 - 한국교육학술정보원 학교알리미